# Albert Levame
Albert Levame (19 janvier 1881 - 5 décembre 1958) est un prélat monégasque de l'Église catholique qui a travaillé au service diplomatique du Saint-Siège.

## Biographie
Albert Levame est né à Monaco le 19 janvier 1881. Il étudie au collège jésuite de la Visitation, puis à l'Université pontificale grégorienne de Rome. Il est ordonné prêtre le 21 mai 1905.
Pour se préparer à une carrière diplomatique, il entre à l'Académie pontificale ecclésiastique en 1907. Ses premières affectations comprennent des séjours à Vienne (en), Prague, Buenos Aires (en), et Paris
Le 21 décembre 1933, le pape Pie XI le nomme archevêque titulaire de Chersenèse-en-Zechie (de) et nonce apostolique au Salvador et au Honduras (en). Il reçoit sa consécration épiscopale du cardinal Eugenio Pacelli le 4 février 1934 avec comme co-consécrateurs Giuseppe Pizzardo et Giovanni Maria Zonghi (de).
Le 12 novembre 1939, le pape Pie XII le nomme nonce en Uruguay (en) et au Paraguay (en).
Il démissionne du poste au Paraguay en 1941. Le 3 octobre 1949, le pape Pie XII le nomme internonce apostolique en Égypte. Il y participe aux négociations qui permettent de résoudre la controverse sur l'enseignement de la religion chrétienne à l'école
Il est nommé nonce apostolique en Irlande (en) le 16 juin 1954. Il meurt à la nonciature de Dublin le 5 décembre 1958. Il est malade depuis plusieurs mois

## Succession apostolique
Albert Levame a ordonné les évêques suivants :
- Évêque José Luis Montenegro y Flores (1935)
- Archevêque Mariano Rossell y Arellano (es) (1939)
- Évêque Ángel Muzzolón (ru), S.D.B. (1948)
- Évêque John Ahern (en) (1957)
- Évêque Michael Joseph Moloney (en), C.S.Sp. (1958)
- Évêque Henry Murphy (en) (1958)